# Gate Keepers
 (avril 2017).
Si vous disposez d'ouvrages ou d'articles de référence ou si vous connaissez des sites web de qualité traitant du thème abordé ici, merci de compléter l'article en donnant les références utiles à sa vérifiabilité et en les liant à la section « Notes et références ».
Autre
Gate Keepers (ゲートキーパーズ, Gēto Kīpāzu) est un jeu vidéo adapté en manga puis en une série d'animation japonaise produite par GONZO, diffusée au Japon en 2000.

## Synopsis
En 1969, alors que le Japon est en pleine croissance économique, on découvre que le pays est menacé par des extraterrestres infiltrés parmi la population depuis la fin de la guerre. AEGIS (Alien Exterminating Global Intercept System), une organisation secrète aux ramifications mondiales, est alors chargée de lutter contre ces envahisseurs. Pour cela, ils emploient des "Gate Keepers", des individus possédant un pouvoir psychique permettant d'ouvrir des portails inter-dimensionnels pour y puiser une énergie considérable.
Le lycée Tategami, à Tokyo, sert de couverture au quartier général japonais d'AEGIS. Son proviseur est en réalité le commandant de la division japonaise d'AEGIS. Les jeunes recrues Gate Keepers sont transférées dans ce lycée. Cela assure la discrétion en les faisant passer pour des élèves normaux, tout en leur permettant d'être opérationnels rapidement en cas d'attaque des envahisseurs.

## Personnages

### Membres d'AEGIS
- Shun Ukiya - Le héros de la série est un jeune lycéen japonais, passionné de kendo, qui vit avec sa mère et sa sœur. Il a une certaine rancœur envers son père, mort dans un accident de la route, qu'il considère comme un égoïste qui s'est toujours plus préoccupé de son travail que de sa famille. Il découvre son pouvoir de Gate Keeper le jour où une attaque des envahisseurs menace sa maison et sa famille. C'est à cette occasion qu'il retrouve Ruriko Ikusawa, son amie d'enfance, et qu'il découvre l'AEGIS qui le recrute. Shun contrôle le portail du vent, qui lui permet, combiné avec ses talents de kendōka, de lancer des attaques comme l'« attaque ultra-tornade » ou le « missile du vide ».

- Ruriko Ikusawa - Ruriko est la seule Gate Keeper connue au Japon au début de l'anime. Elle contrôle le portail de la vie, qui lui permet de soigner les blessures physiques. Elle était autrefois la voisine et la camarade de classe de Shun, dont elle était secrètement amoureuse, avant que celui-ci ne déménage à la suite de la mort de son père. Elle garde de cette époque le mauvais souvenir de son surnom « Ruri la morveuse » (« Rurippe » dans la version originale, en référence à son nez qui coulait tout le temps) dont l'affublaient tous ses camarades ... y compris Shun. Elle est aujourd'hui une élève modèle et populaire au lycée Tategami, et ne supporte pas que Shun lui rappelle la mauvaise époque en la surnommant « Ruri » en public. Au combat, en plus de ses talents de guérisseuse, elle utilise un arc pour lancer des flèches chargées d'énergie. À la fin de la série, elle sera enlevée par Reiji, qui tentera de corrompre son portail de la vie pour la transformer en portail du carnage, mais elle reviendra du bon côté en découvrant que son amour pour Shun est réciproque.

- Reiko Asagiri - Bien qu'elle soit la plus âgée des Gate Keepers japonais (excepté Yukino), Reiko semble être la moins mature. Elle est distraite, maladroite et naïve. C'est cependant une pianiste de génie, qui a la possibilité grâce à son portail de l'illusion combiné à sa musique, de créer des illusions qui peuvent provoquer d'atroces souffrances chez les envahisseurs. Elle est recrutée par Shun et Ruriko pendant un de ses concerts, perturbé par les envahisseurs, et accepte de rejoindre l'AEGIS parce qu'elle a toujours rêvé d'être une sorcière avec des pouvoirs magiques. Au combat, elle utilise un piano ou un piano portable, qui lui permet de jouer « la mélodie fantasmagorique » ou « la prière d'une vierge ». Malheureusement, à cause de sa maladresse, son instrument est bien souvent détruit par les envahisseurs avant qu'elle ne puisse l'utiliser, ce qui lui vaut d'être parfois considérée comme un boulet par ses compagnons.

- Kaoru Konoe - Une jeune sportive qui rêvait de participer un jour aux Jeux olympiques. Malheureusement, à cause de l'éveil de son pouvoir de portail, qui permet d'augmenter monstrueusement ses possibilités physiques, elle fut renvoyée de son équipe d'athlétisme, soupçonnée de triche. Encouragée par Shun, elle rejoint l'AEGIS pour enfin avoir la possibilité d'utiliser des capacités au maximum ... et pour tenter de séduire Shun dont elle est tombée amoureuse. Ses techniques de combat sont le « Kaoru kick » et le « Kaoru punch » : des coups de poing ou des coups de pied donnés avec une force démesurée. Sa force et sa vitesse lui permettent également de transporter de lourdes charges rapidement, par exemple pour apporter un amplificateur de portail sur le lieu d'un combat.

- Fen Fei Ling - Membre de la branche chinoise d'AEGIS, elle viendra au Japon en raison de la forte activité des envahisseurs, et choisira d'y rester. Elle a pour compagnon un petit singe nommé Ukiya (ce qui bien sûr ne manquera pas de provoquer quelques quiproquo avec Shun Ukiya). Elle maîtrise le portail du feu, qui lui permet d'invoquer le « dragon de feu paralysant » et le « panda furie boule-de-feu ».

- Megumi Kurogane - Une élève asociale du lycée Tategami, secrètement jalouse de l'intelligence et de la popularité de Ruriko. Megumi découvre par hasard son pouvoir de Gate Keeper, qui lui permet de générer des champs de force, formant des boucliers infranchissables. Elle rejoint l'AEGIS sans grande motivation. Très négative, elle est la première à critiquer ses compagnons, et en particulier Reiko qu'elle considère comme une nuisance. Elle finira par rejoindre Reiji et les envahisseurs lorsque Reiji lui promettra de reconnaître son talent à sa juste valeur.

- Yukino Hōjō - Bien que ne faisant pas officiellement partie de l'AEGIS, Yukino fait régulièrement quelques apparitions pour donner un coup de main dans la lutte contre les envahisseurs. Elle a l'apparence d'une petite fille, bien qu'elle soit âgée de plusieurs siècles. Yukino semble être un fantôme, resté sur Terre grâce à la fois au pouvoir de son portail et la promesse d'attendre son retour faite à l'époque à son fiancé, mort à la guerre. Elle ne s'exprime que par Tanka. Elle contrôle le portail de la glace, un des plus puissants portails existants, qui lui permet de déclencher des tempêtes de neige et de geler ses ennemis.

- Chōtarō Banba, dit « Big Boss » - Ancien voyou reconverti en « Boss du bien », il était sur la liste des Gate Keepers potentiels de l'AEGIS. Lorsque Shun et Ruriko sont envoyés enquêter sur lui pour savoir s'il possède un pouvoir de portail, ils ne remarquent rien, et même si Shun reste convaincu qu'il s'agit bien d'un Gate Keeper, Ruriko reste sceptique. Devant l'enthousiasme du Big Boss, qui souhaite rejoindre les « Gate Keepers », le Commandant accepter de l'engager comme Gate Keeper à l'essai. Finalement, Big Boss réussira à ouvrir son portail, assez semblable à celui de Kaoru, dans le tout dernier épisode.

- Le Commandant - Commandant de la branche japonaise d'AEGIS, il est responsable de toutes les opérations contre les envahisseurs dans le pays. Pour donner le change, il joue également le rôle du proviseur du lycée Tategami. Il est d'apparence assez froid. On apprendra plus tard qu'il était dans l'Armée impériale japonaise lors de la Seconde Guerre mondiale. Désigné pour jouer les bombes humaines, il fut ironiquement le seul survivant de la mission, repêché par l'US Navy qui venait d'abattre l'avion le transportant. Alors qu'il essayait de se suicider, un des marins l'arrêta en lui disant « You're alive! ». Cela changea sa vie, et à la fin de la guerre il rejoint les rangs d'AEGIS pour se mettre au service de l'humanité.

- Keïko Ochiai - Secrétaire particulière du Commandant. Dans la vie civile, elle joue le rôle de l'infirmière du lycée Tatemagi et elle est amoureuse du Commandant.

- Kanetake Meguro - il est le chef du département technique du QG japonais. Surnommé couramment « binoclard », à cause de ses énormes lunettes, il possède sa conception très personnelle du bonheur c'est dire transformer Kaoru, Reiko, Megumi, Fen Fei et Ruriko en cyborgs surpuissants tout en éliminant Shun et Big Boss du cœur de celles-ci.

### Envahisseurs
- Le Méca-Général (Kikai Shogun dans la version originale) - Un des chefs des envahisseurs. Extrêmement puissant, il a le pouvoir de fusionner avec n'importe quelle machine pour en prendre le contrôle. Il apparaît pour la première fois dans l'épisode 11, où il prend le contrôle d'un Shinkansen pour tenter de le faire dérailler en gare de Tokyo. D'après le Commandant et les rapports de l'AEGIS, le Général aurait déjà été actif pendant la Seconde guerre mondiale, où il aurait pris le contrôle de certains appareils pour provoquer l'escalade dans le conflit. Son cri de ralliement est « Gloire aux Envahisseurs ! » (« Heil Vader ! » dans la version originale)

- Comte Akuma - Un autre des chefs des envahisseurs. Muni d'un cerveau énorme, il est capable de manipuler les pensées de gens. Il se dévoile dans l'épisode 10, où il plonge toute l'équipe des Gate Keepers dans une sorte de rêve qui permet de voir les désirs les plus secrets et les plus forts, pour ensuite les rendre réels dans ce rêve.

- Reiji Kageyama - Nouvel élève très populaire du lycée Tategami, où il fonde le « Club de réflexion politique ». Ce n'est que plus tard, lorsqu'il enlèvera Ruriko et détournera Megumi, que les Gate Keepers comprendront qu'il s'agit de celui que l'AEGIS connait sous le nom de Shadow, le Gate Keeper du mal. Il possède des dons de voyance, lui permettant de pressentir certains événements du futur. Traumatisé pendant son enfance, à cause des événements tragiques survenus dans sa famille, son portail de la prévoyance s'est corrompu et transformé en portail noir. Il a été recueilli par le comte et le général qui l'ont aidé à développer son pouvoir noir; il est devenu un des chefs des envahisseurs à leur côtés. Lorsque le comte et le général sont éliminés par les Gate Keepers (épisode 14), il prend le commandement total des envahisseurs, et les utilise pour servir ses propres objectifs.

## Véhicules de l'AEGIS
- le bus est le premier véhicule de l'AEGIS visible (1 et 2° épisode), lors du transport de l'accélérateur de portail ou Gate engine. En temps normal il s'agit d'un banal bus scolaire appartenant au lycée Tategami mais quand il est en mission, il se recouvre d'un solide blindage (inutile vu qu'en mode combat le car ne possède que très peu de toit). Le car est généralement piloté par Big boss ou Kanetake Meguro.

- L'UP-18 est une Toyota Sport 900 modifiée par Kanetake Meguro pour résister à l'accélération quand Shun Ukiya utilise son portail. Shun semble plus la considérer comme sa voiture puisqu'il l'utilise pour tous ses déplacements.

- Le robot portail est un robot de combat qui utilise un Gate engine comme moteur. Ils sont au nombre de quatre le plus fameux est le numéro zéro, qui n'aurait jamais dû exister car le Gate engine qui était prévu pour lui était instable. Il a finalement vu le jour devant la gravité du problème contre Le Méca-Général. Le no 0 est piloté par Shun mais Reiko Asagiri l'emprunte en pensant qu'il s'agit d'une grosse marionnette. À la fin de la série il perd son moteur qui est remplacé par le moteur de la voiture dans laquelle s'est tué le père de Shun, qui était en réalité le 1er Gate engine.

- Vertol H-25 modifié sous plusieurs déclinaisons (arrière qui bascule....), sert de transport de base. Il décolle depuis un hangar caché sous le terrain de sport du lycée Tategami.

## Épisodes
1. Protection de la Terre, lancement !
2. Soulevez-vous pour la paix !
3. Que résonne la musique de la fascination !
4. Cherchez un nouveau combattant !
5. Fonce vers ton rêve !
6. Infiltrez-vous dans le dortoir de l'épouvante !
7. Abattez l'ennemi du firmament !
8. Dénichez les envahisseurs !
9. Taillez en pièces le portail des ténèbres !
10. Délivrez-vous des songes du démon !
11. Arrêtez ce Shinkansen !
12. Envolez-vous pour les terres du nord !
13. Écrasez les deux commandants ! (1re partie)
14. Écrasez les deux commandants ! (2e partie)
15. Faites voler en éclats le mariage arrangé !
16. Robot portail, à l'attaque !
17. Déboulez hors des chemins balisés !
18. Protègez l'envahisseur ?!
19. Écoutez les revendications des yé-yé !
20. Bondissez vers la nouvelle année !
21. Protègez la fête du progrès et de l'harmonie !
22. Brisez le robot de jais !
23. Donnez toute votre ardeur au combat !
24. Pour le sourire de demain !

## Seiyū
- Takahiro Sakurai (VF : Olivier Podesta) : Shun Ukiya
- Ayako Kawasumi (VF : Marie Millet) : Ruriko Ikusawa
- Mayumi Iizuka (VF : Karine Pinoteau) : Reiko Asagiri
- Naoko Takano (VF : Adeline Moreau) : Kaoru Konoe
- Chinami Nishimura (VF : Christelle Reboul): Fen Fei Ling
- Rikako Aikawa (VF : Frédérique Marlot): Megumi Kurogane
- Masami Suzuki (VF : Delphine Liez) : Yukino Hōjō
- Takehito Koyasu (VF : Thierry Mercier): Chōtarō Banba
- Kinryu Arimoto (VF : Antoine Nouel): Commandant
- Miki Nagasawa (VF : Sasha Supera) : Keiko Ochiai
- Etsuko Kozakura (VF : Benjamin Pascal) : Binoclard
- Shozo Iizuka (VF : Jérome Keen) : Méca-général
- Hidekatsu Shibata (VF : Eric Laugérias) : Comte Akuma
- Tomokazu Seki (VF : Benoit Dupac) : Reiji Kageyama

## Adaptation manga
La série est adaptée en un manga de deux tomes dessiné et scénarisé par Keiji Gotoh, et publié en 2005 en France aux éditions Kami. Préalablement à la sortie des tomes en France la série est en partie prépubliée dans les trois premiers numéros du magazine trimestriel Manga Kids Plus (jusqu'au chapitre 4 inclus).

## Suites
- La série se poursuit sous la forme de 6 OAV : Gate Keepers 21, qui se déroulent une trentaine d'années plus tard, et mettent en scène Ayane, la fille de Shun Ukiya.
- La période entre les deux séries est couverte par un roman édité en 2003 : Gate Keepers 1985.